# Itame schatzeata
Itame schatzeata là một loài bướm đêm trong họ Geometridae.